# Dev (Mythologie)
Als Dev oder Dew (Plural Devs, Dews) werden in der armenischen Mythologie und kurdischen Mythologie Dämonen bezeichnet, die als Tiere oder Mischwesen aus mehreren Tieren auftreten. Dev geht über neupersisch diw und mittelpersisch dew auf avestisch Daeva zurück. Devs hausen in Ruinen von Städten und Dörfern. Magier sind in der Lage, Devs in die Körper von Menschen einfahren zu lassen oder daraus zu vertreiben.
Es gibt dem antiken Geschichtsschreiber Ełišẽ Vardapet zufolge verschiedene Arten von Devs:
- Böse Devs: Alḱ, Ays, Čivał, Višap
- Gute Devs: Aralēz, Uruakan
- Neutrale Devs: K’aǰk’